# 三个世界 (毛泽东)

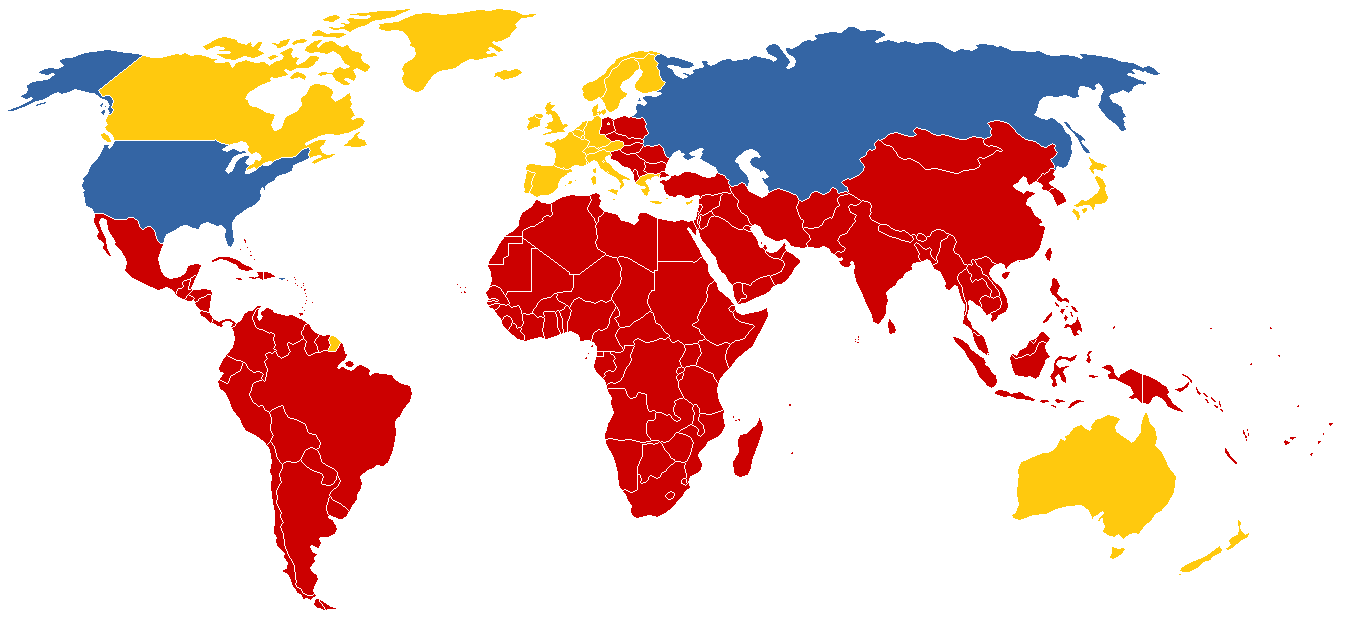
第一世界
第二世界
第三世界

三个世界指中国共产党中央委员会主席毛泽东在冷战背景下，根据第二次世界大战后国际关系的新格局把国际社会划分为3个部分的国际关系思想。中共中央党史研究室《中国共产党历史》和当代中国研究所《中华人民共和国史稿》认为毛泽东是提出了“三个世界”战略思想，另一种观点则称毛泽东提出了“三个世界”理论。毛泽东这一思想萌芽于1940年代的中间地带论，雏形于1960年代的中间地带论外交战略，形成于1970年代。

## 提出
1946年8月，毛泽东在与美国记者安娜·路易斯·斯特朗的谈话中提出“中间地带”这一概念，1964年提出有“两个中间地带”：“亚洲、非洲、拉丁美洲是第一中间地带；欧洲、北美、加拿大、大洋洲是第二中间地带，日本也属于第二个中间地带。”
1973年6月22日，毛泽东在会见马里总统特拉奥雷时提到：“我们都是叫做第三世界，就是发展中国家”。1974年2月22日，毛泽东在会见赞比亚总统卡翁达时首次提出：“我看美国、苏联是第一世界。中间派，日本、欧洲、澳大利亚、加拿大，是第二世界。咱们是第三世界。”“亚洲除了日本，都是第三世界。整个非洲都是第三世界，拉丁美洲也是第三世界。”
1974年4月，中国国务院副总理邓小平在联合国大会第六届特别会议上发言，第一次向世界全面阐述了划分“三个世界”的战略思想。
1977年11月1日，《人民日报》发表编辑部文章《毛主席关于三个世界划分的理论是对马克思列宁主义的重大贡献》。

## 内容
“三个世界”的涵义是：
- 第一世界是美国和苏联两个超级大国，在世界范围内推行霸权主义。
- 第三世界指亚洲、非洲、拉丁美洲和其他地区的发展中国家和未開發國家。
- 第二世界是处于第一世界和第三世界之间的发达国家，如英国、德国、日本、加拿大、澳大利亚等国。[1]

其中以第三世界國家最多，而且彼此大有差別（除最貧窮的國家外，還包括盛產石油的國家）。第三世界國家往往採取中立的立場，因而從政治上把世界一分為三。毛泽东认为超级大国之间争夺世界霸权地位是世界局势动荡不安的主要根源。第三世界是反对帝国主义、殖民主义、霸权主义的主要力量。

## 反应
- 阿尔巴尼亚劳动党第一书记恩维尔·霍查强烈反对三个世界理论，他认为三个世界理论掩盖了时代的基本特征，即帝国主义和无产阶级革命时代的基本矛盾，鼓吹阶级合作，从本质上说是阶级斗争熄灭论的变种。三个世界理论和“不结盟世界”理论、“南北世界”理论、“发展中国家”理论一样，都不是以阶级为标准来划分的，因此不是马列主义的理论[2]。霍查这一批评得到了很多反修正主义政党和组织的支持，它们因此放弃毛主义，转而追随阿尔巴尼亚劳动党的政治路线，形成了国际共产主义运动中的霍查派[3]。
- 美国革命共产党刊物《革命》1978年发表文章认为，中国修正主义者将三个世界理论称为“面向国际无产阶级和被压迫人民的全球战略”，这绝非毛泽东的本意，将三个世界理论归于毛泽东是一种伪造，三个世界理论是反革命路线[4]。
- 2017年拉丁美洲马列毛主义政党和组织第五次会议通过的《论国际形势和国际共产主义运动的任务》提到他们支持毛泽东关于“三个世界形成”的观点。